# Herennia multipuncta
Herennia multipuncta (лат.) — вид пауков из семейства Nephilidae. Встречается в Южной и Юго-Восточной Азии (Индокитай), от Индии до Новой Гвинеи. Инвазивный и синантропный вид с ярким половым диморфизмом: самка значительно крупнее самца.

## Описание
У самки волосистая головогрудь узкая спереди и длиннее своей ширины. Он красновато-коричневый с желтоватым U-образным пятном спереди и более тёмными отметинами сзади. Ротовой аппарат желтовато-коричневый, а длинные, тонкие, волосатые и колючие лапы в основном коричневые. Брюшко имеет уплощённую бледно-серую дорсальную поверхность с пятью парами сигилл (точки ил пятна, где изнутри прикреплены мышцы), многочисленными серыми пятнышками и несколькими тёмными полосами сзади. Самец красновато-коричневый с тёмными ногами. Его длина тела от 5 до 7 мм, что примерно вдвое меньше, чем у самок, имеющих размеры от 10 до 14 мм. Этот паук висит головой вниз на паутине, согнув ноги. Его окраска делает его хорошо замаскированным.

## Поведение
Как и другие пауки, самец этого вида использует свои педипальпы, чтобы вставить сперму в семенные сосуды самки. Конечный сустав щупиков отсоединяется и остаётся у самок в семидесяти пяти — восьмидесяти процентов спариваний, особенно когда самка агрессивна. Предполагается, что оторванные копулятивные органы могут функционировать как пробки, чтобы предотвратить утечку спермы, и что «отказ» от них может быть разумным вариантом для самца, поскольку в противном случае из его поврежденных щупиков может протекать гемолимфа. Хотя их потеря фактически делает самца бесплодным, он обычно остается с самкой и отбивается от соперничающих самцов, и такое поведение защищает его репродуктивные инвестиции. Предполагают, что потеря лишнего веса педипальп позволяет самцам более эффективно отбиваться от соперничающих самцов, охранять свою партнершу и тем самым обеспечивать отцовство.

## Распространение и экология
H. multipuncta встречается в тропических частях южной Азии, где его ареал включает Индию, Малайзию, Китай и Новую Гвинею. Он часто встречается в ассоциации с человеком и распространился в другие страны, где считается инвазивным. Его среда обитания — стволы деревьев и стены зданий, где он создает небольшую паутину у поверхности. По мере роста паука растет и его паутина, и аллометрически она становится зависящей от субстрата лестничной сеткой с параллельными, а не закругленными боковыми рамками. Центр паутины превращается в шелковую чашу. Этот вид считается инвазивным и синантропным.